# Anisodes perdecorata
Anisodes perdecorata là một loài bướm đêm trong họ Geometridae.